# والتر هوراک

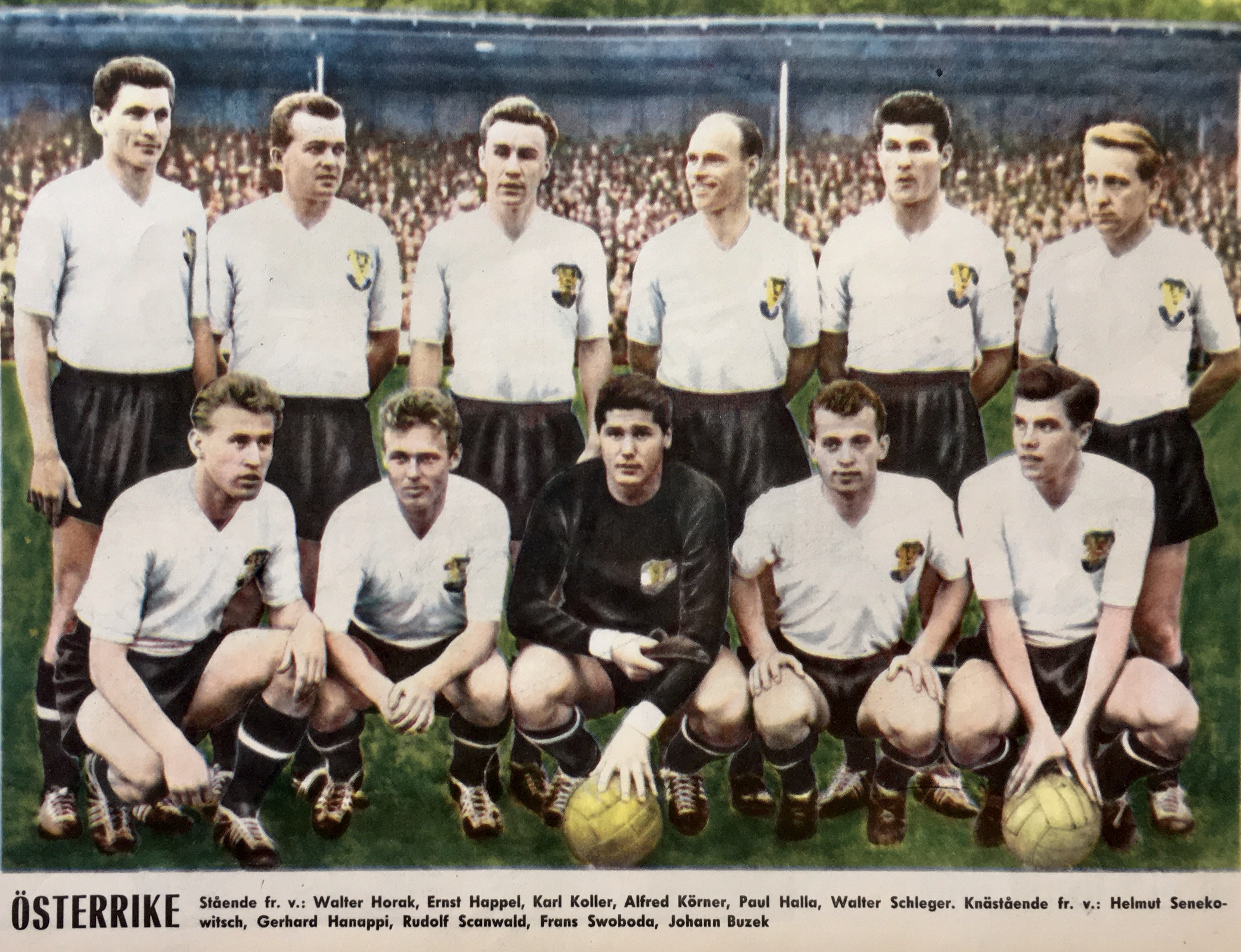
تیم ملی فوتبال مردان اتریش در سال ۱۹۵۸

والتر هوراک (انگلیسی: Walter Horak; ۱ ژوئن ۱۹۳۱ – ۲۴ دسامبر ۲۰۱۹) بازیکن فوتبال اهل اتریش بود.
از باشگاه‌هایی که در آن بازی کرده‌است می‌توان به باشگاه فوتبال آستریا وین، باشگاه فوتبال آدمیرا واکر مودلینگ، باشگاه فوتبال گراتس، و باشگاه فوتبال سوشو اشاره کرد.
وی همچنین در تیم ملی فوتبال اتریش بازی کرده‌است.